# Жак-Еміль Бланш
Жак-Еміль Бланш  (фр. Jacques-Émile Blanche; 1 лютого, 1861, Париж — 30 вересня, 1942, Офранвіль, Нормандія) — французький художник портретист. Іноді малював пейзажі, побутові сцени в пейзажі чи портрети з побутовими ситуаціями, натюрморти.

## Життєпис
Народився в Парижі. Був сином відомого психіатра. Дитинство пройшло у Вілья-де-Ламбаль, котре отримало назву на честь принцеси де Ламбаль в Пассі (Савойська принцеса була страчена через відсіч голови під час французької революції 1789—1793 рр.) Це була добропорядна забезпечена родина, серед друзів якої були Едуар Мане (син забезпеченого юриста), Едгар Дега (виходець із родини банкіра) та художник Анрі Фантен-Латур.
Забезпечена родина запрошувала репетиторів та приватних вчителів. Освіту Жак-Еміль Бланш отримав в Ліцеї Кондорсе в Парижі, де його вчителем англійської мови був Стефан Малларме, французький поет, прихильник символізму.

## Сам себе вибудував
В 1880 році він відбув в Лондон, де був прийнятий респектабельним англійським товариством та тамтешніми художниками, серед яких були Джеймс Вістлер та Волтер Сікерт. Останній був учнем Джеймса Вістлера і стажувався в Парижі в майстерні Едгара Дега. Як і Волтер Сікерт — прибулець із Парижу належав в Лондоні до художнього товариства «Новий Англійський клуб мистецтв».
Жак-Еміль Бланш брав уроки техніки живопису у декількох художників (серед них — Анрі Жерве, Фердинанд Гумберт). Але систематичної художньої освіти не мав. Він — сам себе вибудував як художник. Уславився як митець-портретист артистичних кіл, аристократії та багатих буржуа, рано пізнав матеріальний успіх.
Жак-Эмиль Бланш проводив життя між Парижем та Лондоном, виставляв власні твори в Салоні в 1882–1889 рр., а також в Національному товаристві красних мистецтв з 1890 року. Його популярність не вщухала в Лондоні, де його британськими меценатами були міссіз Сакстон Нобл та Вайолет Маннерс, герцогиня Ретленд. Багаторічним патроном художника був і Робер, граф де Монтескью, але вони посварились і розійшлись, хоча це не вплинуло погано на авторитет митця у середовищі його можливих покупців у Парижу.

## Художня манера
Жак-Эмиль Бланш виробив компромісну, але добропорядну художню манеру зі стриманою колористичною гамою, бо міг використати всі її переваги. Він знав радикальні мистецькі течії, народжені в Парижі (імпресіонізм, постімпресіонізм, символізм), але не спокусився їх знахідками. Сам не був ні новатором, ні відкривачем новітніх шляхів в мистецтві. Але таких завжни були одиниці. Портретний жанр (особливо портрет парадний, репрезентативний) і дещо консервативні смаки утримували художника від руйнівних мистецьких течій і надалі. Він дотримувався реалістичних тенденцій і обмежено використовував широкі мазки чи мерехтливу поверхню, не спокушався також ні бравурною експресією Джованні Болдіні, ні крайнощами постімпресіонізму чи декадансу.
В другій половині життя і творчості, коли у хужожника погіршився зір і збільшився технічний досвід, його художня манера стала більш необережною і наближеною до імпресіоністичної

## Вибрані портрети
- " Портрет П'єра Луї "

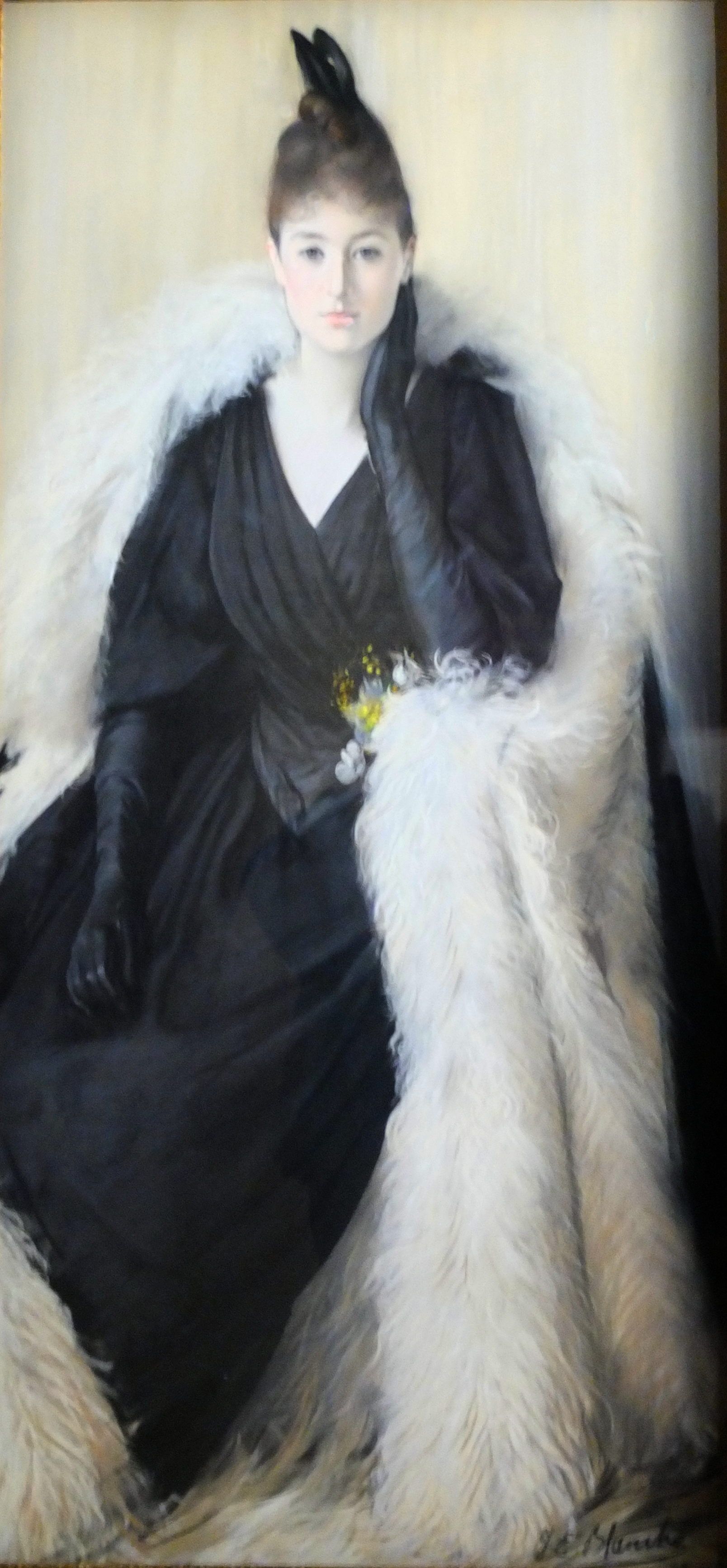
«Портрет Жулі Барте», 1889 р.

- " Еміль-Антуан Бланш ", батько художника, психіар
- « Портрет матері художника», Музей мистецтв, Руан.
- " Євгенія Ньюзі де Ерразурич ", 1890 р.
- " Марсель Пруст ", 1892 р., французький письменник
- " Джеймс Джойс " ірландський письменник
- " Вірджинія Вулф ", британська письменниця, літературний критик.
- " Макс Жакоб ", французький поет і художник єврейського походження
- " Мол в місті Дьєп "
- «Чорна скеля. Брайтон»
- " Обрі Бердслі ", британський художник, графік
- " Родина художника Фріца Таулова "
- " Іветта Гільбер ", богемна французька співачка і акторка кабаре
- " Чарсльз Кондер ", художник
- " Вацлав Ніжинський ", 1910 р., (на сцені), балетний танцівник антрепризи С. П. Дягілєва, емігрант із Росії
- " Жан Кокто ", 1912 р., художник і актор
- " Андре Жид ", 1912 р., французький письменник, лауреат Нобелівської премії з літератури (1947)
- «Андре Жид з приятелями в марокканському кафе на Всесвітній виставці 1900 року»,
- «Портрет композитора Ігоря Стравинського», 1915 р.
- "Сімка діячів ", груповий портрет 1921 р.

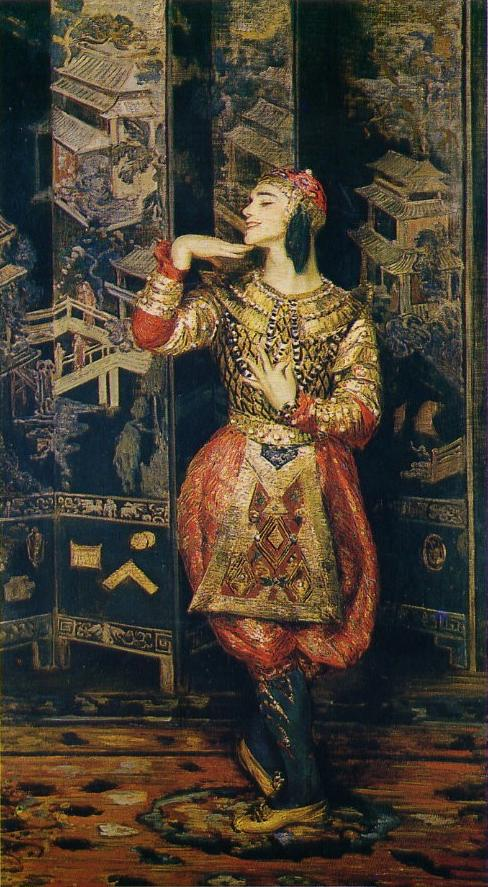
« Вацлав Ніжинський », 1910 р., (на сцені)
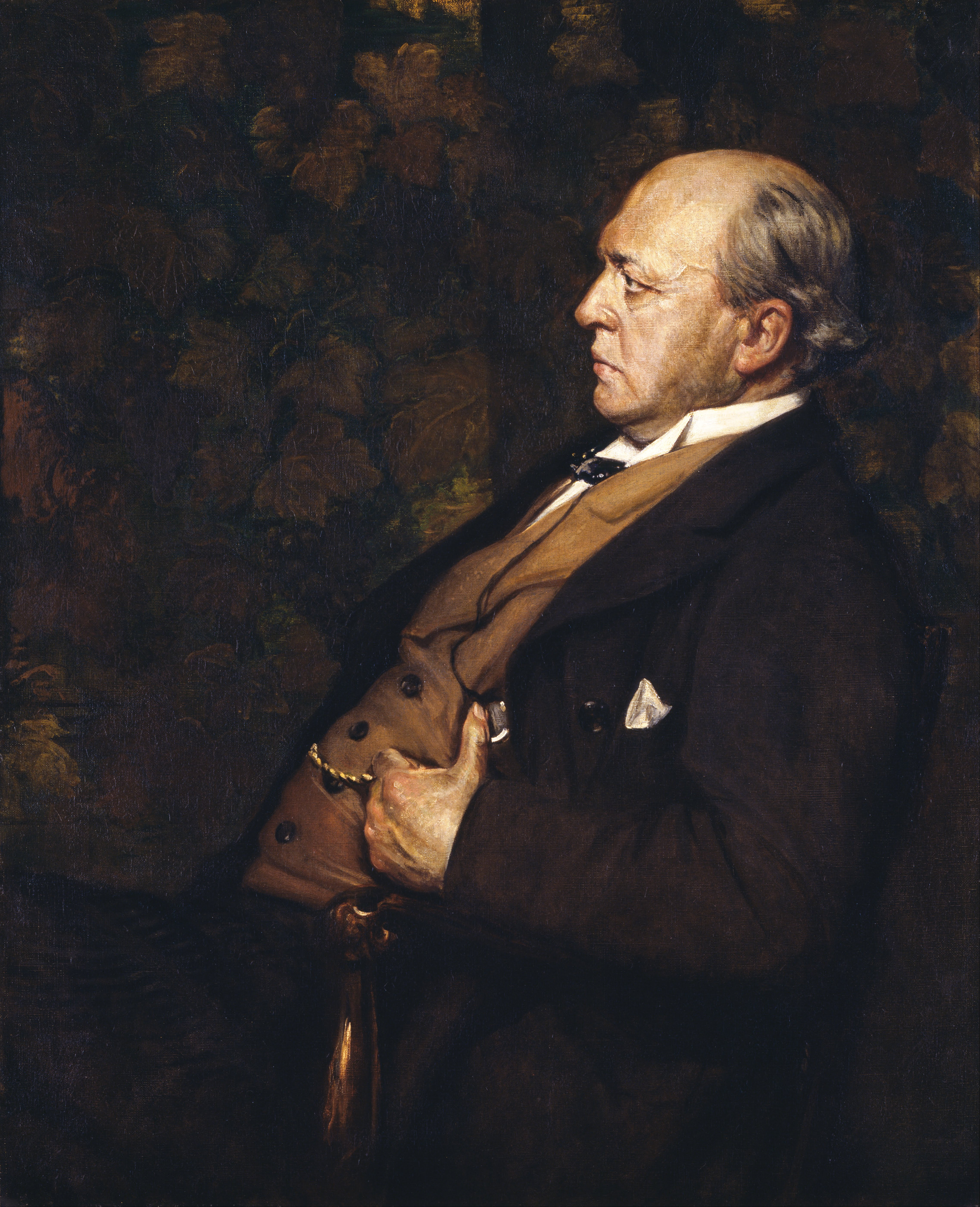
«Генрі Джеймс», Національна портретна галерея, Вашингтон, Сполучені Штати.

## Галерея

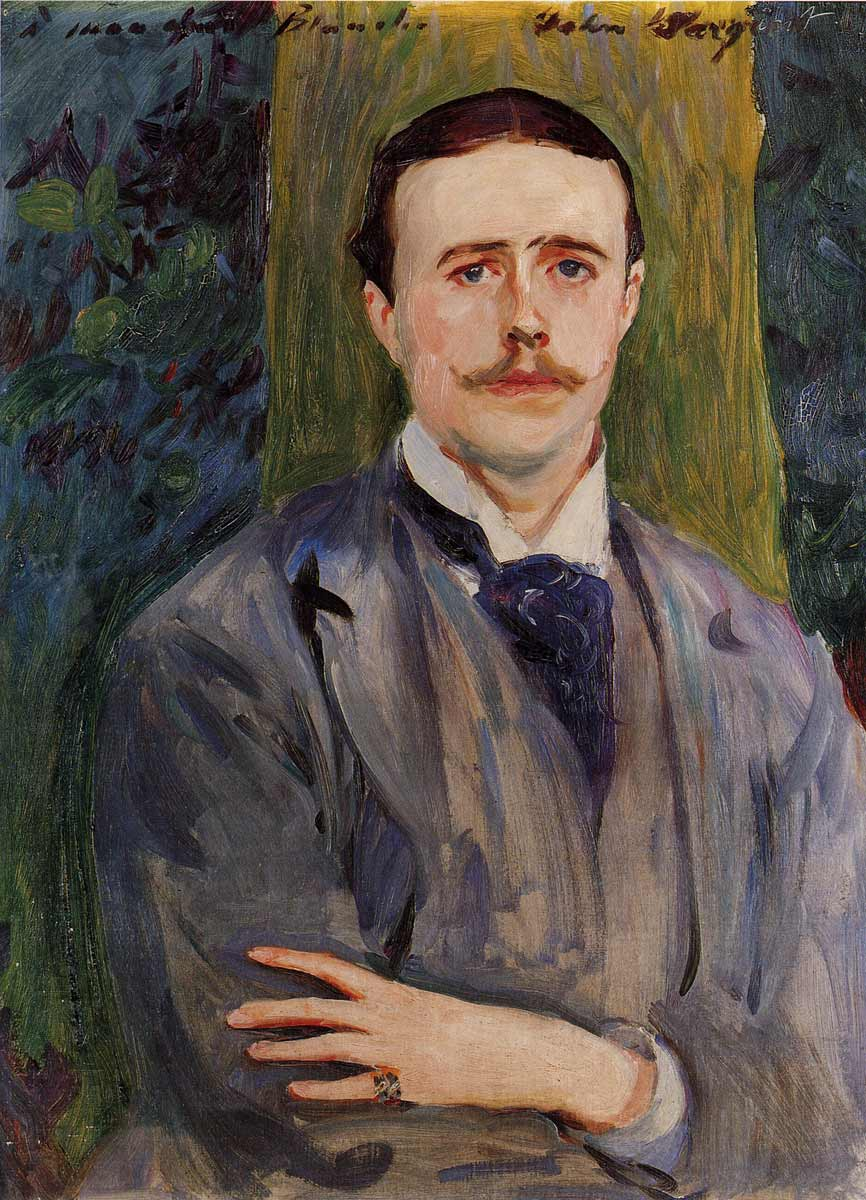
Джон Сінгер Сарджент. «Жак-Еміль Бланш», бл. 1886 р.

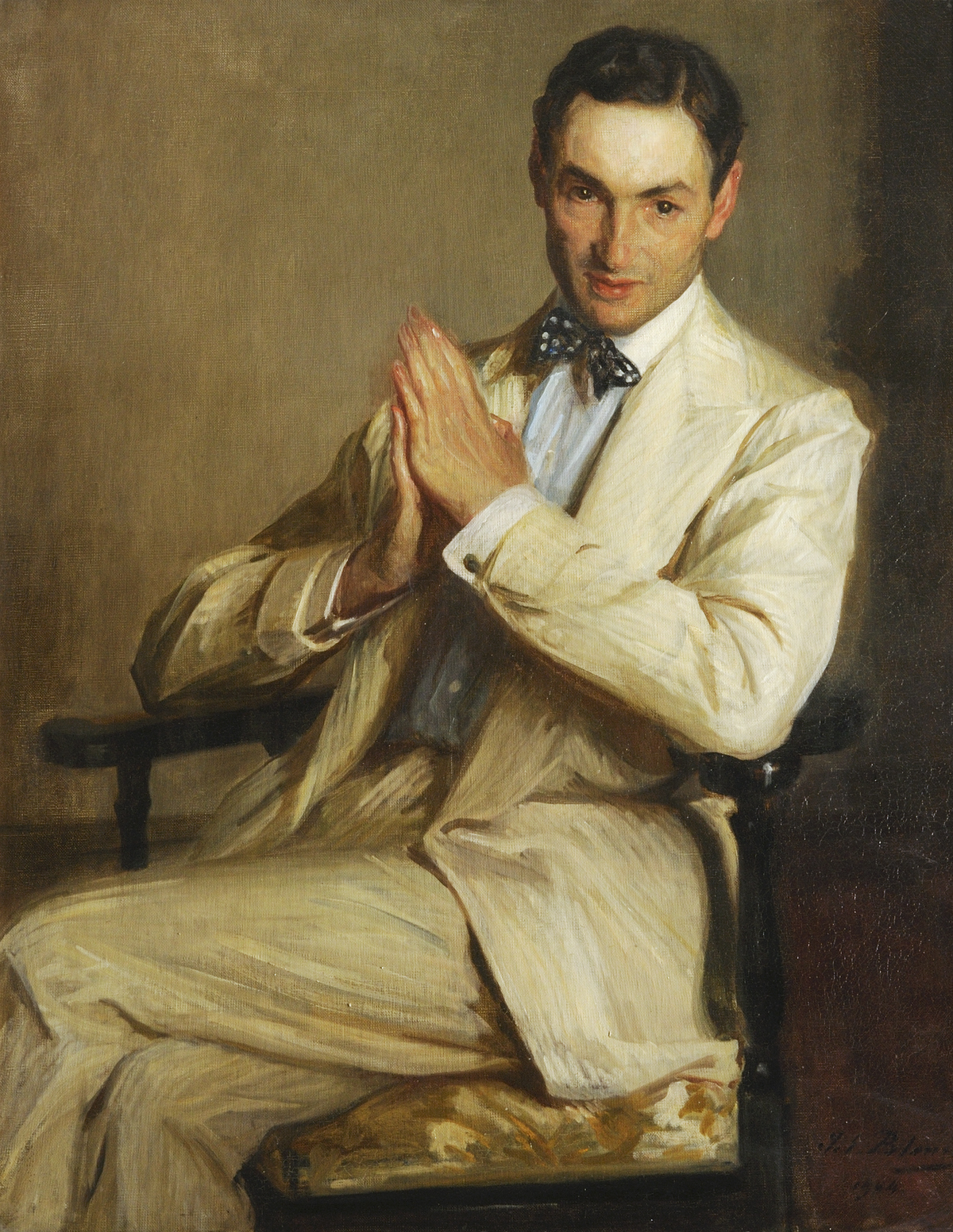
«Гаррі Мелвілл»
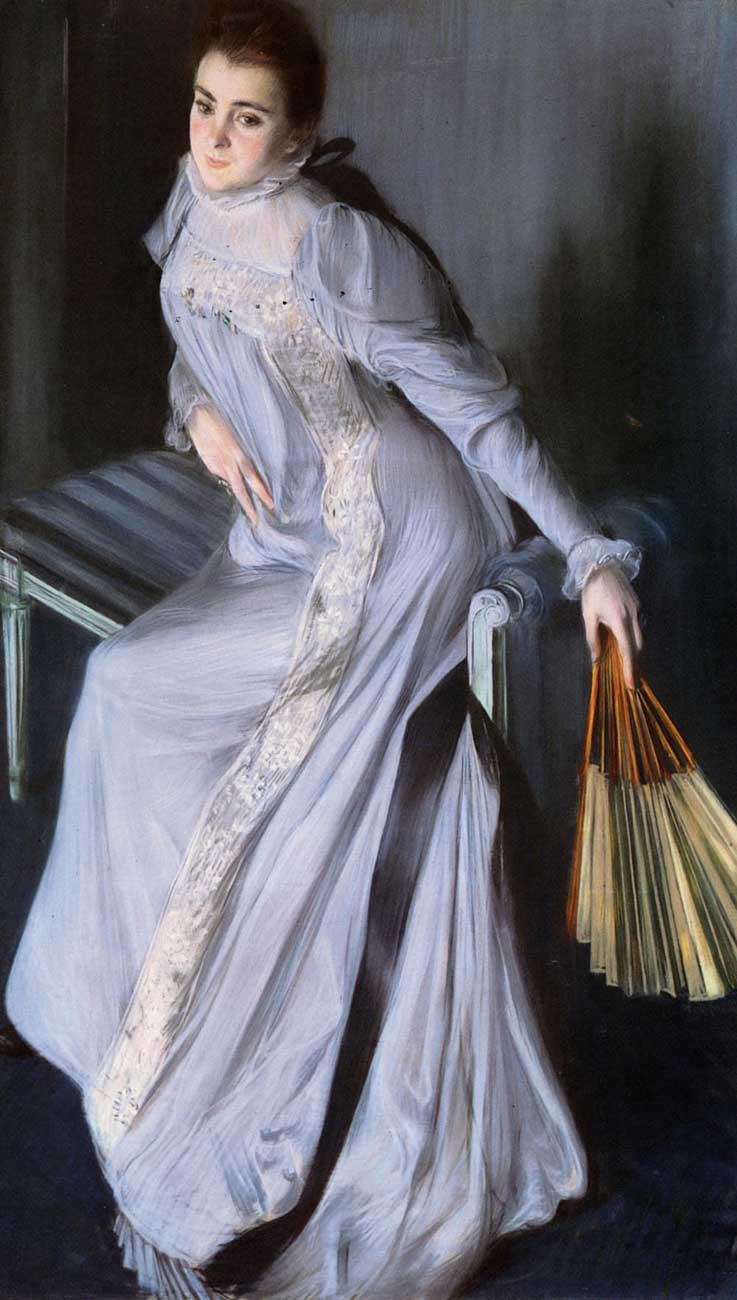
«Євгенія Хьюзі де Ерразурич», 1890 р.
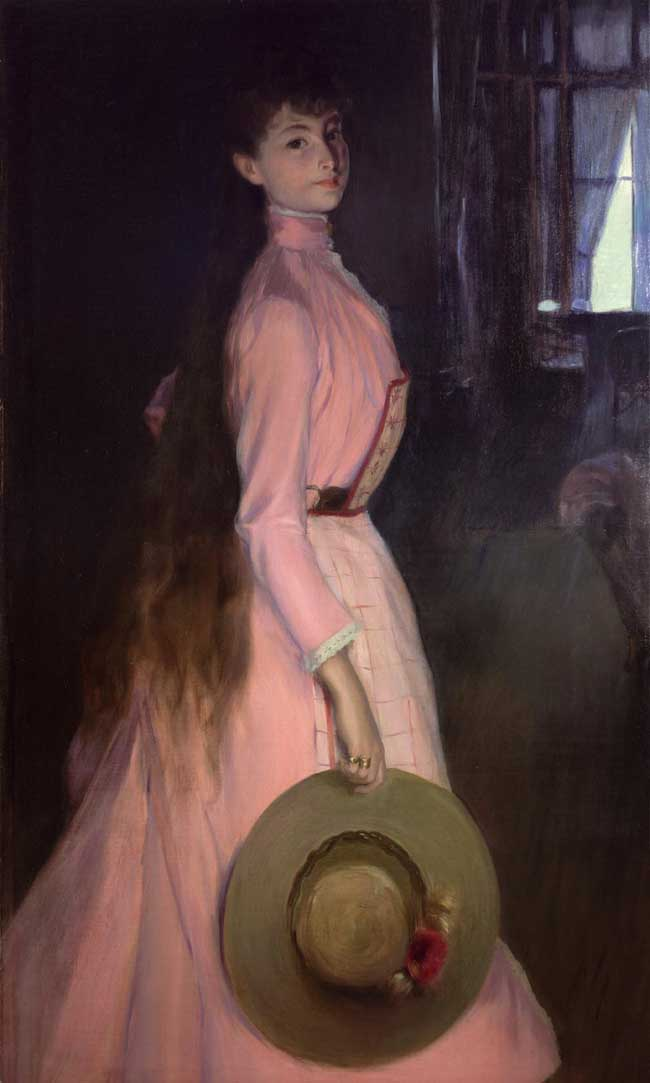
«Ольга Караччоло», 1889 р.
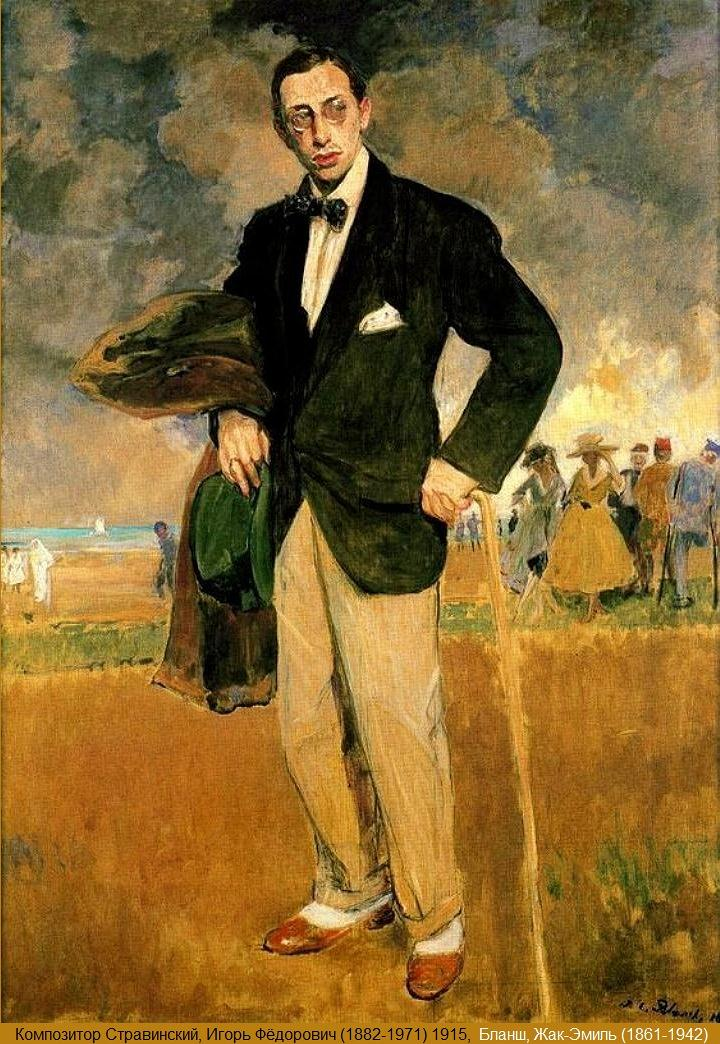
«Портрет композитора Ігоря Стравинського», 1915 р.
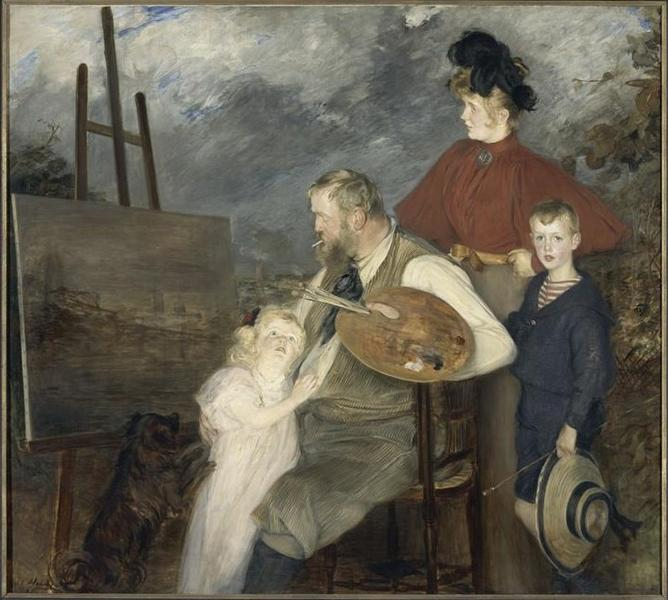
«Родина художника Ф. Таулова», кінець 19 ст.,  Музей д'Орсе, Париж.
«Портрет матері художника»,  Музей в Руані.
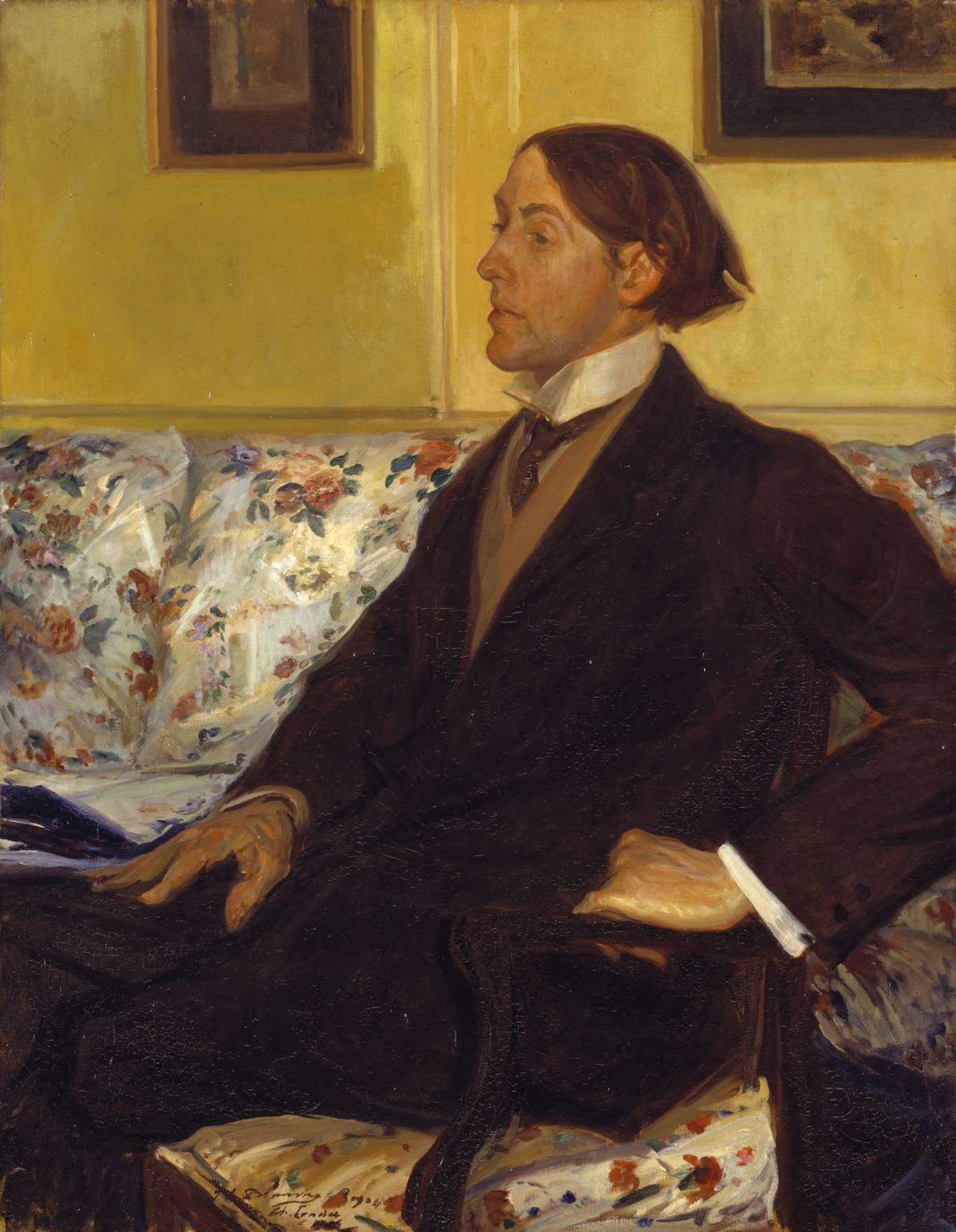
«Чарльз Кондер», британський художник, 1904 р., Галерея Тейт, Лондон.